# Moloch (Buffy)
Pour les articles homonymes, voir Moloch (homonymie).
Moloch est le 8e épisode de la saison 1 de la série télévisée Buffy contre les vampires.

## Synopsis
En 1418, à Cortone en Italie, le démon Moloch est enfermé, par le moyen d'un rituel, dans un grimoire par des moines. Dans le présent, de nouveaux ordinateurs sont installés au lycée et à la bibliothèque, sous la supervision de Jenny Calendar, la nouvelle professeur d'informatique, qui débat avec Giles des vertus et des dangers des nouvelles technologies. Lorsque Willow scanne le vieux grimoire utilisé par les moines, elle libère Moloch dans le réseau Internet. Celui-ci commence alors à communiquer avec Willow, sous le pseudonyme de Malcolm, par l'intermédiaire de salons de discussions online et charge deux élèves du lycée passionnés d'informatique, Dave et Fritz, de surveiller Buffy. Willow commence à être très attirée par sa relation virtuelle à laquelle elle consacre beaucoup de temps, inquiétant Buffy et Alex par son comportement. Buffy suit Dave, car ce dernier lui semble suspect, jusqu'au siège d'une société d'informatique, CRD. Alors que cette société a fait faillite, il règne une activité anormale au siège. Willow, de son côté, commence à devenir suspicieuse envers Malcolm, qui semble en savoir long sur Buffy. Giles et Jenny découvrent que le livre de Moloch a été vidé de son contenu.
Moloch charge Dave de tuer Buffy, mais le lycéen la sauve en étant pris de remords au dernier moment. Moloch fait alors tuer Dave par Fritz. Giles parle à Buffy et Alex du livre de Moloch, et tous trois réalisent alors ce qui s'est passé. Peu après, Buffy découvre que Moloch et Malcolm ne font qu'un. Buffy et Alex se rendent chez Willow, mais il trouve sa maison vide, Willow ayant été enlevée par Fritz. Les deux jeunes gens vont donc au siège de CRDn alors que Giles demande de l'aide à Mlle Calendar pour trouver un moyen d'emprisonner à nouveau Moloch. Le sort qu'ils créent ensemble expulse Moloch de l'Internet, le projetant dans le corps de robot qu'il s'est fait construire par CRD. Buffy et Alex se sont introduits dans l'entreprise et y trouvent Moloch et Willow. Un combat s'ensuit à l'issue duquel Moloch est tué par électrocution. Giles est moins rebuté qu'auparavant par les nouvelles technologies et se rapproche de Jenny, tandis que Buffy et Alex réconforte Willow sur cette expérience amoureuse désastreuse, et tous les trois finissent par reconnaître en plaisantant à moitié qu'ils ne semblent pas près d'avoir de relations tout à fait normales dans leur vie.  

## Production
Le prénom de Jenny Calendar n'est jamais mentionné dans ce premier épisode où elle apparaît et elle est prénommée Nicki dans le script. Ce prénom encore inutilisé a été par la suite changé en Jenny pour éviter à l'équipe de faire la confusion avec le surnom par lequel était appelé l'acteur Nicholas Brendon. Le scénariste Drew Z. Greenberg décrit la scène finale, où Buffy, Willow et Alex réalisent à quel point leurs vies sentimentales « craignent » comme un « moment très honnête, drôle et réel » et la cite comme l'un de ses passages préférés de la série.